# Emilio Muñoz Ruiz
Emilio Muñoz Ruiz (Valencia, 13 de enero de 1937) es un científico español especialista en las relaciones de las ciencias y la tecnología con la sociedad así como su valoración y evaluación. Sus trabajos versan sobre los procesos de desarrollo del análisis del espacio social de la ciencia y la tecnología, la construcción y el desarrollo de disciplinas científicas en España y su relación con el contexto europeo así como el análisis y la valoración de políticas científicas y tecnológicas. Ha desempeñado numerosos cargos de política científica en España. Ha sido director general de Política Científica (1982-1986), director general de Investigación Científica y Técnica (1986-1987), Secretario General del Plan Nacional de Investigación Científica y Desarrollo Tecnológico (1987-1988) y Presidente del Consejo Superior de Investigaciones Científicas (1988-1991).

## Biografía
Doctor en Farmacia por la Universidad Complutense de Madrid, se ha especializado en bioquímica, biología molecular y celular y en los fenómenos de interacción entre ciencia, tecnología y sociedad.
Ha sido galardonado con numerosos premios nacionales e internacionales por su actividad científica. Es comendador de la Orden al Mérito de la República Italiana, caballero de la Legión de Honor francesa y doctor «Honoris Causa» por la extinta Academia de Ciencias de la URSS.
Pertenece a la Real Academia de Farmacia, a la Academia Sueca de Ciencias de la Ingeniería y a la Academia Europea de Ciencias y Artes (1997).

## Publicaciones
- Véase selección de trabajos en el Currículum del autor, en CSIC
- La nutrigenómica desde la perspectiva del consumidor en Nutrigenética y nutrigenómica, José María Ordovás y Rafael Carmena, en Revista Humanitas. Humanidades médicas, nº 9, 2004 ISSN 1696-0327